# James Prescott Joule
James Prescott Joule (24. prosince 1818 Salford u Manchesteru – 11. října 1889) byl anglický fyzik. Studoval povahu tepla a objevil jeho vztah k mechanické práci a energii. To vedlo k teorii zachování energie (První zákon termodynamiky). Spolupracoval s Williamem Thomsonem na vytvoření absolutní teplotní stupnice, provedl pozorování magnetostrikce a našel vztah nyní nazývaný Jouleův zákon.

## Dětství
Narodil se v bohaté rodině majitele pivovaru. Byl čtvrtým synem Benjamina a Alice Jouleových. První dva chlapci, které spolu měli, zemřeli v dětství. Po něm se narodili ještě tři sourozenci – Alice, která zemřela ve 14 letech, sestra Mary a bratr John.
V mládí trpěl chorobou páteře, což mělo velký vliv na jeho uzavřenější a stydlivější povahu. Nechodil do normální školy, ale byl vyučován domácími učiteli. Ve čtrnácti letech počal navštěvovat univerzitu v Manchesteru, ale již o dva roky později ji opustil kvůli studiu u významného britského chemika a fyzika Johna Daltona, zastánce atomistické teorie.
Jako dítě měl rád vlaky a tento zájem o parní lokomotivy zřejmě ovlivnil jeho pozdější vztah k tepelné energii a k termodynamice.

## První pokusy
Ačkoliv pracoval v otcově pivovaru, jeho zájem tkvěl v experimentování s jevy, jež jsou v přírodě samovolné. John Dalton mu vštěpoval, že musí být naprosto přesný experimentátor. Dalton jej krom učení aritmetiky a geometrie zasvěcoval do chemie. V průběhu školení se stal velmi zručný v práci s laboratorním zařízením. Po návratu domů mu jeho otec nechal postavit laboratoř. James si dokázal vyrobit měřicí přístroje s opravdu vysokým stupněm přesnosti.
Proslulou se stala jistá bezohlednost při pokusech – vůči sobě i okolí. Během jednoho z experimentů si tak ustřelil obočí, své služce dával zase elektrošoky tak dlouho, až upadla do mdlob.
Od roku 1837 do 1856 pracoval v rodinném pivovaru. Doufal, že nahradí parní stroje elektrickými motory. Jeho první výzkum se soustředil na zlepšení účinnosti elektrických motorů. Již ve dvaceti letech sestrojil elektrický motor, který využíval otáčivého pohybu vodiče s proudem v magnetickém poli.
Jeho výzkum se však týkal i produkce tepla. Jedním z jeho prvních zájmů bylo elektrické pole. Snažil se vylepšit elektrický motor tím, že budou baterie a elektromagnet mnohem výkonnější. Jeho pokusy navrhnout motor, aby vyráběl elektřinu nekonečné síly, selhaly a on postupně zjišťoval, že jeho cíl je nedosažitelný. Zjistil, že se tělesa dají zmagnetizovat jen do určitého stavu nasycení magnetismem, který není možno překročit.
Začal se zabývat měřením práce a tepla vyrobeného elektřinou. Stále věřil, že elektrický motor nahradí jednou parní stroj. Směr svého zájmu změnil na přeměnu elektrické energie v teplo. To mu přineslo cenný poznatek:
Množství tepla vyvinutého za sekundu ve vodiči, kterým protéká elektrický proud, je přímo úměrné čtverci proudu a elektrického odporu vodiče.
Tento zákon, objevený s pomocí kalorimetru, je dnes nazýván Jouleův zákon. Byl zveřejněn v prosinci roku 1840.

## Vrchol tepelných výzkumů
Nejvíce výzkumů provedl mezi roky 1837 až 1847. V této době spolupracoval s Hermannem von Helmholtzem, Juliem von Mayerem, Williamem Thomsonem . Množství práce potřebné pro vytvoření jednotky tepla nazval roku 1843 měrný tepelný ekvivalent. S použitím různých materiálů také zjistil, že teplo je forma energie nezávisející na látce, která je zahřívána. Zjistil, že jakmile byla elektřina vytvořena elektrickou nebo mechanickou energií, výsledné teplo bylo úplně stejné. Dokázal, že jakákoli forma energie, ať už elektrická, chemická, nebo mechanická, vyrábí stejné množství tepla. Těmito pokusy udělal další významný krok k určení přesného mechanického ekvivalentu tepla.
Zjistil také, že teplo není tekutina, čemu se v jeho době běžně věřilo, ale forma energie. Poukázal na to, že energie je uchována během práce, a z toho vznikl jeho zákon zachování energie. Vysvětlil, že energie nikam nemizí, pouze přechází do jiných podob. Formuloval to poněkud nábožensky: Prasíly přírody podle vůle Stvořitele jsou nezničitelné. Nicméně jde o jeden ze základních fyzikálních zákonů, který dal vzniknout nové vědní disciplíně zvané termodynamika. Právě jeho pokusy dokázaly, že teplo je produkováno pohybem (mechanická teorie tepla), což popíralo kalorickou i fluidovou teorii. V roce 1846 objevil jev magnetostrikce: železná tyč trochu změní svoji délku, když je zmagnetizována. Tento jev se nyní používá ve spojení s ultrasonickými zvukovými vlnami.
Nebyl však jen teoretikem, ale i vynálezcem. Mezi jeho vynálezy patří například elektrické svařování nebo výtlaková pumpa. Dříve byl kritizován za to, že kreslil náčrty založené na svých výzkumech, které nebyly kompletně ověřeny. Jelikož mu byla známa nepřesnost vlastních výzkumů, byl velice opatrný při vytváření závěrů o nich.

## Konec života
Nakonec zveřejnil 97 vědeckých prací. V roce 1850 byl zvolen členem Královské společnosti, v letech 1872 a 1887 zastával funkci prezidenta Britské asociace pro pokrok ve vědě. V roce 1857 získal čestný doktorát práv v Dublinu. V roce 1853 zkoumal spolu lordem Kelvinem tepelné jevy při rozpínání stlačených plynů, čímž oba vědci položili základy chladicí techniky, která se v 19. století začala rychle rozvíjet, s velkými dopady na průmysl a potravinářství. Průmyslovou výrobu Joule ovlivnil také svými výzkumy tepelné roztažnosti kaučuku.
Nikdy se nestal profesorem a mnohými vědci byl považován za amatéra. Měl však ve vědeckých kruzích i fanoušky, kteří mu pomáhali se této nálepky zbavit, patřili k nim zejména lord Kelvin, Michael Faraday a George Stokes. Dlouho vedl spolu s bratrem otcův pivovar, avšak v roce 1854 mu zemřela manželka, načež se rozhodl pivovar prodat a věnovat se jen vědě.
Své výzkumy financoval z vlastních finančních zdrojů, což mělo své výhody i nevýhody. Jednou z výhod bylo, že si sám udával pracovní dobu a předmět studia. Nevýhodou byla nedostatečná finanční podpora, která byla neustále potřeba. V roce 1875 mu peníze došly a od tohoto roku se začaly kumulovat i jeho zdravotní problémy. 11. října 1889 podlehl blíže neurčené formě degenerace mozku.